# Chispita
Chispita é uma telenovela mexicana produzida por Valentín Pimstein para a Televisa, exibida de 15 de novembro de 1982 a 23 de dezembro de 1983, substituindo Déjame Vivir e sendo substituída por La fiera.
É uma adaptação da telenovela argentina Andrea Celeste, de 1979, escrita por Abel Santa Cruz.
Protagonizada por Lucero, Usi Velasco, Angélica Aragón e Enrique Lizalde, co-protagonizada por Alma Delfina e Leonardo Daniel, com as participações antagônicas de Renata Flores, Roxana Chávez e Inés Morales, e as atuações de destaque de Gastón Tuset, Rogelio Guerra e Roberto Sosa.

## Sinopse
Esta novela conta a história de Isabel (Lucero), uma menina muito carinhosa, carismática e que possui uma energia muito peculiar, pelo que todos a chamam Chispita. Ela vive em um colégio de freiras, junto com a sua avó, que trabalha como cozinheira lá. Infelizmente, a avó de Isabel morre sem lhe revelar que ela não é órfã, o que a menina havia acreditado ser até esse momento, já que a sua mãe vive em algum lugar do México.
Pouco depois da morte da avó de Isabel, a diretora do orfanato decide contratar uma nova cozinheira, e é que chega Lúcia (Angélica Aragón), uma doce e enigmática mulher, que não é mais que a verdadeira mãe de Chispita, que vive com amnésia devido ao acidente de automóvel onde seu marido faleceu. Ela, junto com Lola (Beatriz Moreno) e a irmã Socorro (Elsa Cárdenas), se tornam as melhores amigas da menina.
Enquanto isso, em outro local da cidade, a Lili (Usi Velasco), a filha mais nova do viúvo Alexandre de la Mora (Enrique Lizalde), sofre com problemas de comportamento desde a morte de sua mãe. Estes problemas pioram devido às ideias que Irene (Renata Flores), a tutora malvada da menina, coloca na sua cabeça. Ele também tem outro filho, João Carlos (Leonardo Daniel), um jovem bondoso e de bons sentimentos, que namora com Olga (Roxana Chávez), uma moça caprichosa e orgulhosa, que é filha de Pilar (Inés Morales), a noiva de Alexandre. Apesar disso, Glória (Alma Delfina), uma empregada da casa e sobrinha de Flora (Aurora Clavel), a cozinheira, é apaixonada por João Carlos.
Através do Padre Eugênio (Gastón Tuset), amigo e guia espiritual de Alexandre e seus filhos, Chispita chega ao lar dessa família, pois ele pensava que se Lili pudesse mudar sua atitude com a ajuda de Isabel, o que não acontece, visto que Lili, seguindo os conselhos de Irene, humilha e despreza Isabel. Os demais moradores da casa a aceitam, em especial Flora e Glória, com quem ela divide o quarto, e nasce uma amizade entre elas. Ao descobrir que Glória ama João Carlos, a menina faz ele ver a beleza da Glória, e ele começa a se apaixonar por ela, mas Irene faz de tudo para humilhar Glória.
Mesmo com uma nova vida, Chispita sonha em encontrar sua mãe, e pede ao Padre Eugênio que encontre sua mãe, o que é muito complicado pois não se sabe nada sobre a mãe de Isabel.
Enquanto isso, Alexandre conhece Lúcia, e entre eles nasce uma atração imediata entre eles, e ele começa a visitá-la diariamente. Ao perceber a situação, Pilar procura Lúcia e a humilha, dizendo que a mulher é muito pouca coisa para alguém como Alexandre. Além disso, José (Manuel López Ochoa), que entrega fruta no colégio, fica com ciúmes de Alexandre e Lúcia, visto que está apaixonado por ela.
Alexandre, ao perceber que ama Lúcia, decide pedi-la em casamento antes de se separar de Pilar, que sofre um acidente de automóvel, e aproveita para fingir uma invalidez e obrigar Alexandre a se casar com ela o mais rápido possível. Lúcia, ao descobrir do casamento, se afasta do colégio e vai morar com sua amiga Cristina, e Pilar aproveita isso para criar intrigas, e diz que ela fugiu com um amante.
A busca do Padre Eugênio dá resultados ao encontrar Bertha (Hilda Aguirre), a tia de Isabel, que tenta levar a menina a morar com ela, mas sem sucesso, mesmo com o carinho que elas têm. Por sua vez, Isabel se afasta da família de la Mora, pois Irene a acusa de roubar o amor de Alexandre e Lili e de ser uma mal-agradecida. Ela consegue fugir de casa com a ajuda de José. Após o sumiço, a menina diz ao padre que está na casa de um amigo, o que preocupa todos no colégio e na casa de Alexandre.
Entretanto, Lúcia começa a se lembrar de seu passado pouco a pouco, e relembra a capela onde batizou sua filha. José revela o paradeiro de Isabel, que volta para a casa de Alexandre, deixando todos felizes, inclusive Lili, que começa a ignorar Irene e a sentir afeto por Chispita. Alexandre descobre o paradeiro de Lúcia, que está prestes a se casar com José, e ambos têm planos de adotar Isabel.
Uma amiga de Pilar, a fim de se vingar, conta a Alexandre que a sua invalidez é fingida, e logo após ele termina o seu compromisso. Ele tenta falar com Lúcia, mas é inútil, pois ela vai se casar com José, que por sua vez começa a desconfiar que Isabel é a filha de Lúcia, e decide investigar.
Durante o casamento de Lola, que se casa com Rogério (Samuel Molina), motorista de Alexandre, a tia de Chispita encontra Lúcia, e diz a todos que Maria Luísa (o verdadeiro nome de Lúcia) estava ali perto. José termina com Lúcia, pois percebe o amor que ela sente por Alexandre. Entretanto, Lúcia recupera a memória, e confirma que Isabel é sua filha com a ajuda de Bertha.
Alexandre confirma que Lúcia e Isabel são mãe e filha, e elas acabam se reencontrando. Depois deste belo encontro, Alexandre pede Lúcia em casamento, e ela aceita. Enquanto isso, João Carlos termina com Olga, e pede Glória em casamento, que imediatamente aceita. Irene pede perdão a Chispita e a Glória por todo o mal que fez, e Lili está feliz pois terá uma nova mãe e uma irmã.
Alexandre e Lúcia fazem um casamento duplo, junto com João Carlos e Glória, e são abençoados pelo Padre Eugênio. Agora, Chispita finalmente tem a mãe e a família que sempre desejou.

## Elenco
- Lucero - Isabel "Chispita"
- Enrique Lizalde - Alexandre de la Mora
- Angélica Aragón - Lucia / María Luisa
- Usi Velasco - Liliana "Lili" de la Mora
- Roxana Chávez - Olga
- Aurora Clavel - Flora
- Elsa Cárdenas - Irmã Socorro
- Leonardo Daniel - João Carlos de la Mora
- Alma Delfina - Glória
- Josefina Escobedo - Diretora
- Rogelio Guerra - Estevão
- Javier Herranz - Braulio
- Manuel López Ochoa - José
- Alberto Mayagoitía - Anjo da Guarda
- Inés Morales - Pilar
- Beatriz Moreno - Lola
- Nailea Norvind - Sarita
- Renata Flores - Irene
- Marta Resnikoff - Alicia
- Roberto Sosa - Pecas
- Gastón Tuset - Padre Eugenio
- Jorge Victoria - Benito
- Aurora Cortés - Jesusa
- Samuel Molina - Rogelio
- Oscar Sánchez - Dr. Solís
- Hilda Aguirre - Tia Beatriz
- Lorena Rivero - Mabel
- Marco Muñoz - Dr. Torres
- Lucero Lander - Dora
- Abraham Stavans - Advogado
- Socorro Bonilla
- Violet Gabriel
- Leticia Calderón
- Arturo Peniche
- Lucero León
- Polly
- David Rencoret
- Dina de Marco
- Rafael del Villar

## Exibição

### México
Foi reprisada pela primeira vez de 6 de julho de 1987 a 11 de março de 1988, em 180 capítulos, às 17h. Substituiu a exibição de Pobre Señorita Limantour, que foi transferida para às 18h.
Foi exibida pelo canal TLNovelas entre 13 de novembro de 2000 a 25 de maio de 2001.
Foi disponibilizada no ViX em 16 de novembro de 2024, remasterizada e com 142 capítulos.

### Brasil
Foi exibida pelo SBT pela primeira vez entre 12 de março a 3 de novembro de 1984, em 202 capítulos Marcando 10.89 pontos no Ibope, substituindo O Direito de Nascer e sendo substituída por Jerônimo, às 18h00.
Foi reprisada pela primeira vez entre 4 de março e 27 de setembro de 1985, em 144 capítulos, às 17h30.
Foi reprisada pela segunda vez entre 4 de agosto a 23 de novembro de 1992, em 80 capítulos, substituindo Vovô e Eu e sendo substituída pelo seriado Grande Pai. Nesta reprise, foi exibida com uma nova dublagem feita pela Herbert Richers.
Foi reprisada pela terceira vez entre 24 de junho a 28 de setembro de 1996, ao meio-dia, substituindo a inédita Carrossel das Américas e sendo substituída pela reprise de Vovô e Eu.
Foi reprisada pela quarta vez, desta vez pela CNT, entre 2 de junho e 31 de outubro de 1997, em 117 capítulos, substituindo a reprise de Alcançar uma Estrela. Foi exibida às 17h e, posteriormente, às 08h da manhã.

## Curiosidades
- Quando a novela foi exibida pela primeira vez, o sucesso foi estrondoso, ao ponto de que a emissora passava os capítulos a conta-gotas. Tanto que Chispita, mesmo sendo uma novela curta, ficou no ar de março a novembro de 1984, sendo exibida em dois horários. O desempenho da trama surpreendeu a própria Lucero, que confessou numa entrevista a Augusto Liberato, no Viva a Noite, em 1986 não imaginar que Chispita no Brasil teria a mesma repercussão no México. Já em 1992, a novela ficou no ar durante quatro meses, do início de agosto ao final de novembro, mas com exibição de uma hora.

- A abertura original da novela é um plágio da abertura de Pai Herói, novela de Janete Clair, exibida pela Rede Globo em 1979. Nas duas aberturas, era feita a montagem de um quebra-cabeça, cuja gravura era uma criança em um bosque. Ao final, sempre faltava a peça que representa o pai ou a mãe. Havia ainda, nos dois casos, créditos em ângulos.
- Nas duas primeiras exibições pelo SBT (1984 e 1985), possuiu aberturas diferentes. Da primeira exibição era uma mão em um fundo azul pintando algo, que não sabemos se é uma tela de pintura ou uma boneca, e a segunda, que é imagens de diferentes ângulos da protagonista e da boneca da novela, lançada durante a primeira exibição, em um fundo rosa-choque. As duas aberturas estão perdidas, exceto a primeira que possui um trecho vazado no documentário Silvio Santos - Vale Mais do que Dinheiro, do Streaming +SBT

- A Folha fez uma comparação política entre o programa de Paulo Maluf para as eleições gerais de 1989 e a novela, dizendo que ambas primavam baixo nível técnico.[1]
- A trama deve duas dublagens. A primeira foi realizada pelo estúdio Maga, mas a dublagem se perdeu em uma enchente que ocorreu no SBT em 1991. A partir da reprise de 1992, a trama foi exibida com uma nova dublagem, feita pela Herbert Richers.[2]
- Durante a sua exibição na CNT, a novela sofreu uma mudança de horário enorme, visto que estreou às 17h, mas a partir do dia 18 de julho a trama começou a ser exibida às 8 horas da manhã.

## Prêmios e Indicações

### Prêmio TVyNovelas 1983
| Categoria             | Nomeada | Resultado |
| --------------------- | ------- | --------- |
| Melhor atriz infantil | Lucero  | Ganhadora |

## Outras versões
- Chispita é um remake de Andrea Celeste, produzida em 1979 na Argentina, e protagonizada por Andrea del Boca.
- Em 1996, a Televisa realizou outro remake, Luz Clarita, e protagonizada por Daniela Luján.